# Аминта (внук Александра I Македонского)
Аминта (др.-греч. Αμύντας; V век до н. э.) — знатный македонянин, принадлежащий к царскому роду Аргеадов, претендент на македонский престол
Филипп, отец Аминты, правил в землях, лежащих на Аксии. В результате ожесточённой династической борьбы, развернувшейся, вероятно, в 440—430-х годах до н. э., Филипп был изгнан из Македонии своим братом Пердиккой II.
В 429 году одрисского царь Ситалк выступил против неисполнившего своих неких обещаний Пердикки и вторгся с огромным войском в Македонию. При нём находился Аминта, которого Ситалк планировал возвести на македонский престол. По свидетельству Фукидида, во время этого похода некоторые города (по замечанию американского антиковеда Ю. Борзы, вероятно, находившиеся в Амфакситиде) присоединились к Ситалку — возможно, «из уважения к Аминте». Однако вскоре Ситалк был вынужден повернуть со всей своей армией и союзниками обратно. По убеждению британского историка Н. Хэммонда, Аминта попал в руки к Пердикке и был казнён «как предатель в соответствии с македонским обычаем».